# Premier contact (science-fiction)
Pour les articles homonymes, voir Premier contact.

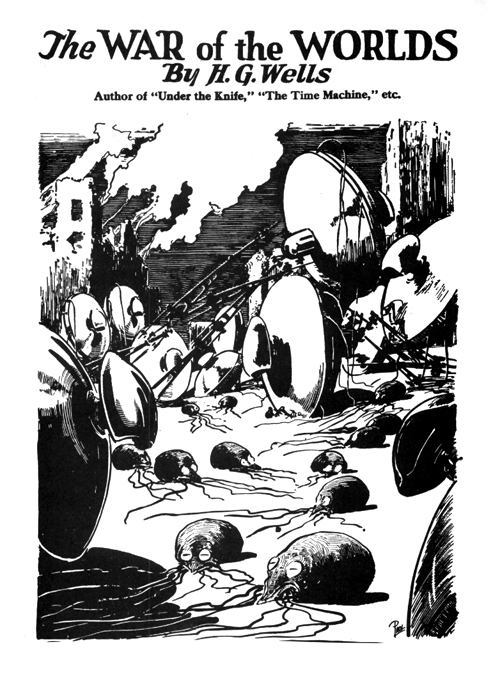
Couverture de l'ouvrage "La Guerre des mondes" de H. G. Wells, ayant pour sujet le premier contact.

Le premier contact est un thème de science-fiction désignant la première rencontre entre l'homme et la vie extraterrestre.
Ce thème permet aux auteurs d'explorer des sujets tels que la xénophobie, le transcendantalisme et la linguistique de base en adaptant le sujet anthropologique du premier contact aux cultures extraterrestres.
La nouvelle Premier contact (en) de Murray Leinster, datant de 1945, aurait défini le terme de « premier contact » dans la science-fiction bien que le thème ait déjà été abordé par exemple dans La Machine à remonter le temps (1895), La Guerre des mondes (1898) et Les Premiers Hommes dans la Lune (1901) de H. G. Wells.